# Loisettea
Loisettea is een geslacht van zeekomkommers uit de familie Cucumariidae.

## Soorten
- Loisettea amphictena Rowe & Pawson, 1985
- Loisettea gazellae (Lampert, 1889)